# Modjo
Modjo foi uma dupla de house music formada pelos músicos parisienses Romain Tranchart, e Yann Destagnol. Ganharam destaque no ano 2000, após lançarem o single "Lady (Hear Me Tonight)".
Romain e Yann se conheceram quando estudavam na Escola Americana de Música Moderna em Paris. Romain morou com sua família na Argélia, no México, e no Brasil, onde aprendeu a tocar violão, se inspirando em clássicos do Jazz. Yann foi influenciado por artistas pop como Beatles, Beach Boys, e David Bowie, e ainda criança começou a ter aulas de flauta, e clarinete.
Lançaram no verão do ano 2000, seu primeiro single, "Lady (Hear Me Tonight)", que ocupou as primeiras paradas musicais em muitos países, sendo seguida por "Chillin", e, "What I Mean", no ano seguinte.
Produziram um único álbum homônimo, Modjo, antes de se separarem em 2002. 
Em 2003, Yann lançou seu primeiro álbum de carreira solo, The Great Blue Scar, enquanto Romain, no mesmo ano, produziu um remix da música "California" em parceria com Mylène Farmer.
Posteriormente, Romain trabalhou com Sébastien Tellier, no álbum Sexuality, de 2008.
Em 2013, "Lady (Hear Me Tonight)" foi destaque na trilha sonora de Grand Theft Auto V, disponível na rádio FM Non-Stop-Pop.

## Discografia

#### Álbuns de estúdio
- Modjo (2001)

#### Singles
- "Lady (Hear Me Tonight)" (2000)
- "Chillin" (2001)